# Сілоамська купіль
Сілоамська купіль (івр. בריכת השילוח, брігет га'Шілоа'х — «посланий», «висланий») — водойма, ставок у Єрусалимі, в який впадає вода через побудований канал довжиною 533 м з джерела Гіхон зі східної сторони гори Сіон. Ставок, канал і джерело складають разом археологічний парк.

## Джерело Гіхон
Джерело Гіхон знаходиться у підземному гроті Кедронської долини у підніжжі гори Сіон східної частини Міста Давида. Вода підземним тунелем, збудованим за царя Єзекії (727—698 рр. до н. е.), надходила з джерела Гіхон до спеціально спорудженої Сілоамської купелі (також відоме як «Фонтан Марії», бо Діва Марія вибиралася до нього прати), що знаходилося у той час за мурами міста.

## Релігійне значення
Для юдеїв вода з джерела Гіхон має важливе значення, тому що біля нього помазано Соломона на царя Ізраїлю: 
|  | Тоді священик Цадок, пророк Натан, Беная, син Єгояди, вкупі з керетіями й пелетіями, посадивши Соломона на мула царя Давида, спустились і повезли його в Гіхон. Священик Цадок узяв рога з миром із намету та й помазав Соломона. І засурмили, і ввесь народ кликав: «Нехай живе цар Соломон!» (1 Цар. 1:38-39) |

За часів Другого Храму та час Суккоту відбувалася процесія черпання води, яку знав і Ісус Христос:
|  | А останнього великого дня свята Ісус стояв і кликав, говорячи: Коли прагне хто з вас нехай прийде до Мене та й п'є! Хто вірує в Мене, як каже Писання, то ріки живої води потечуть із утроби його.(Ів. 7:37-38) |

Ісус Христос зцілює сліпого пославши його до Сілоамської купелі:
|  | А коли Він проходив, побачив чоловіка, що сліпим був з народження. І спитали Його учні Його, говорячи: Учителю, хто згрішив: чи він сам, чи батьки його, що сліпим він родився? Ісус відповів: Не згрішив ані він, ні батьки його, а щоб діла Божі з'явились на ньому. Ми мусимо виконувати діла Того, Хто послав Мене, аж поки є день. Надходить он ніч, коли жоден нічого не зможе виконувати. Доки Я в світі, Я Світло для світу. Промовивши це, Він сплюнув на землю, і з слини грязиво зробив, і очі сліпому помазав грязивом, і до нього промовив: Піди, умийся в ставку Сілоам значить: «Посланий». Тож пішов той і вмився, і вернувся зрячим....(Ів. 9:1-7) |

## Галерея

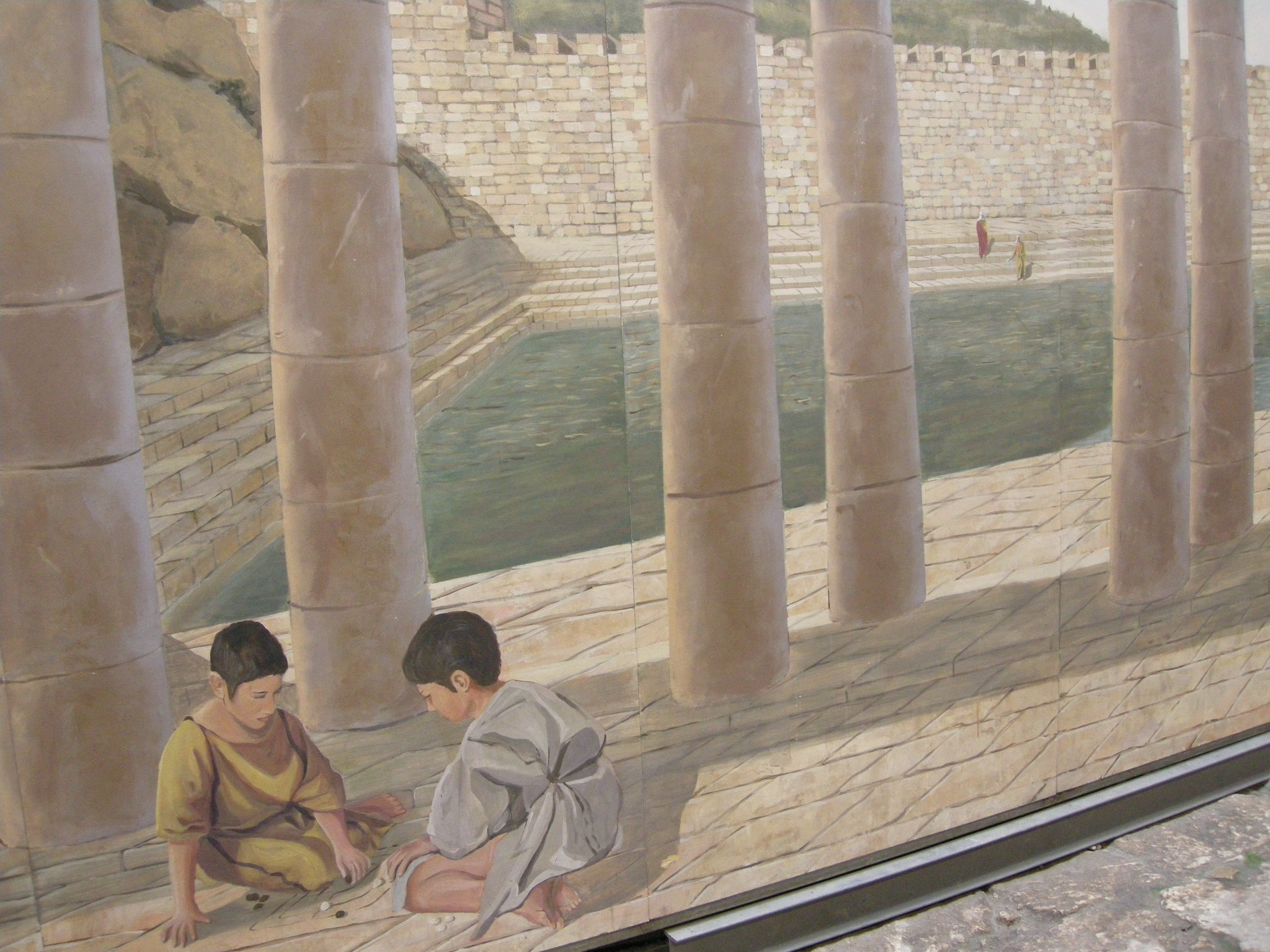
старовинний вид на Сілоам у «давидовому місті» (репродукція)
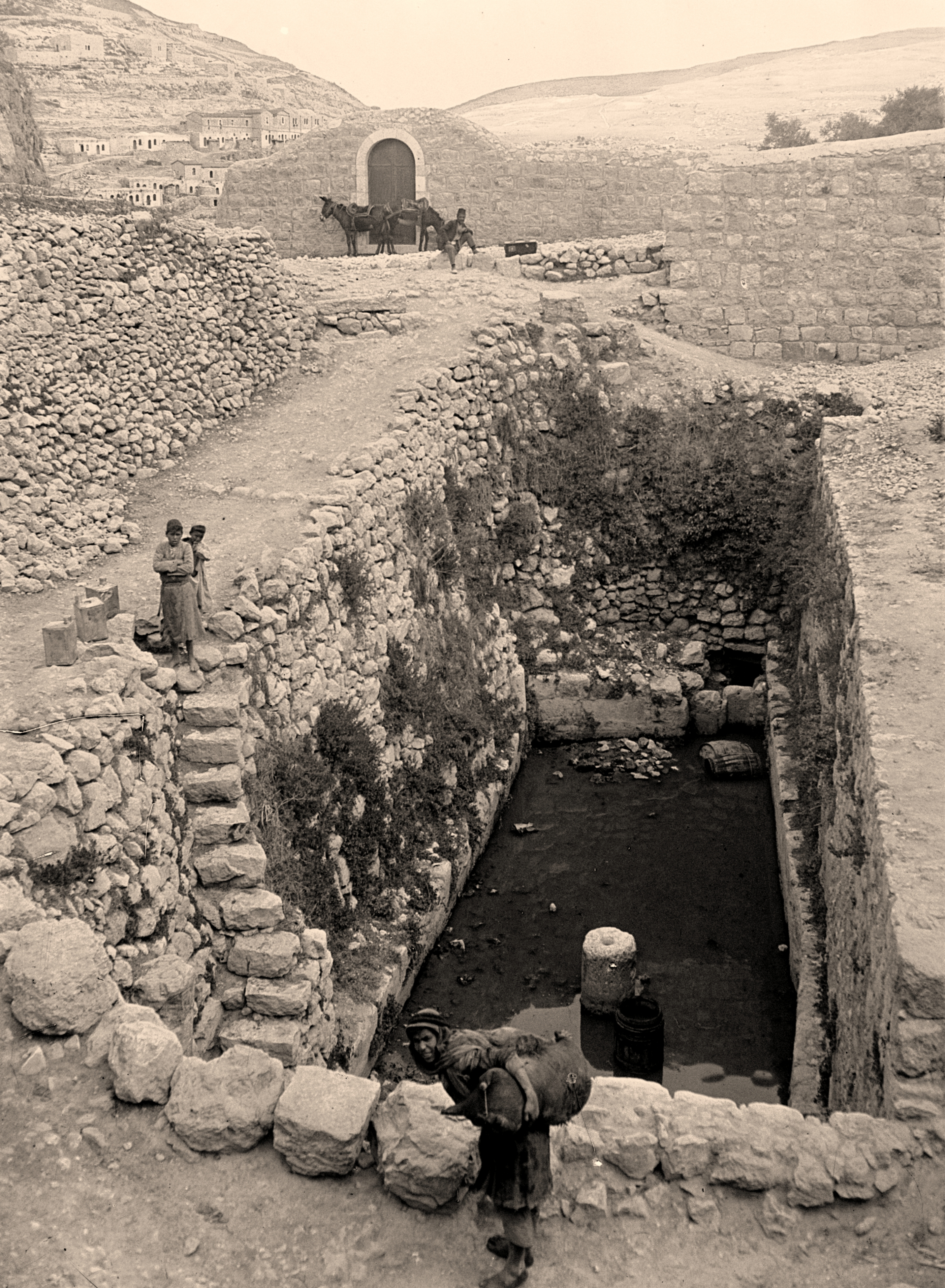
Сілоамська купіль початку XX століття
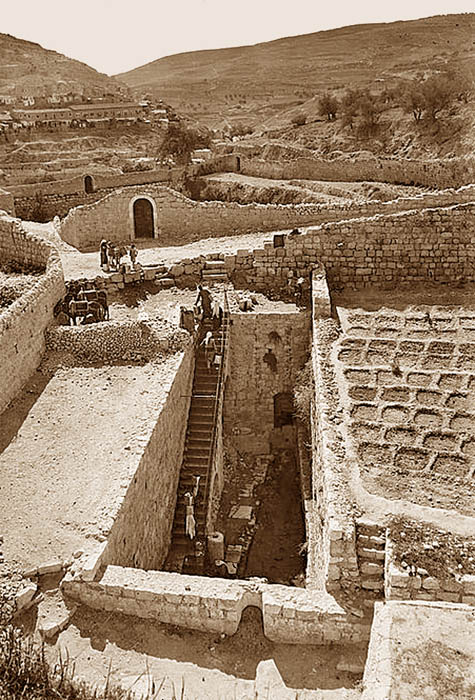
Сілоамська купіль у 1934 році
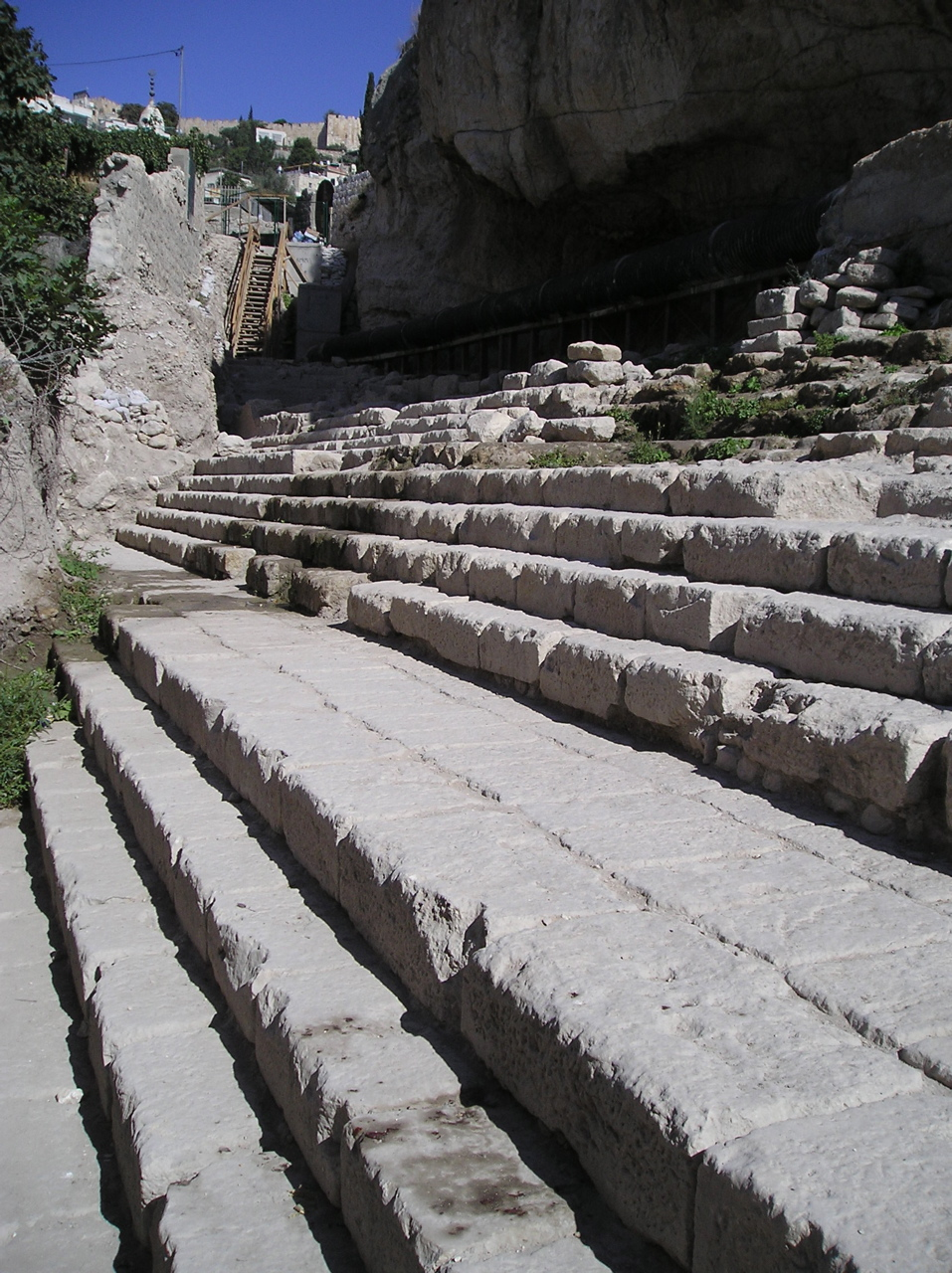
стародавні сходинки до Сілоаму (сучасний вид)
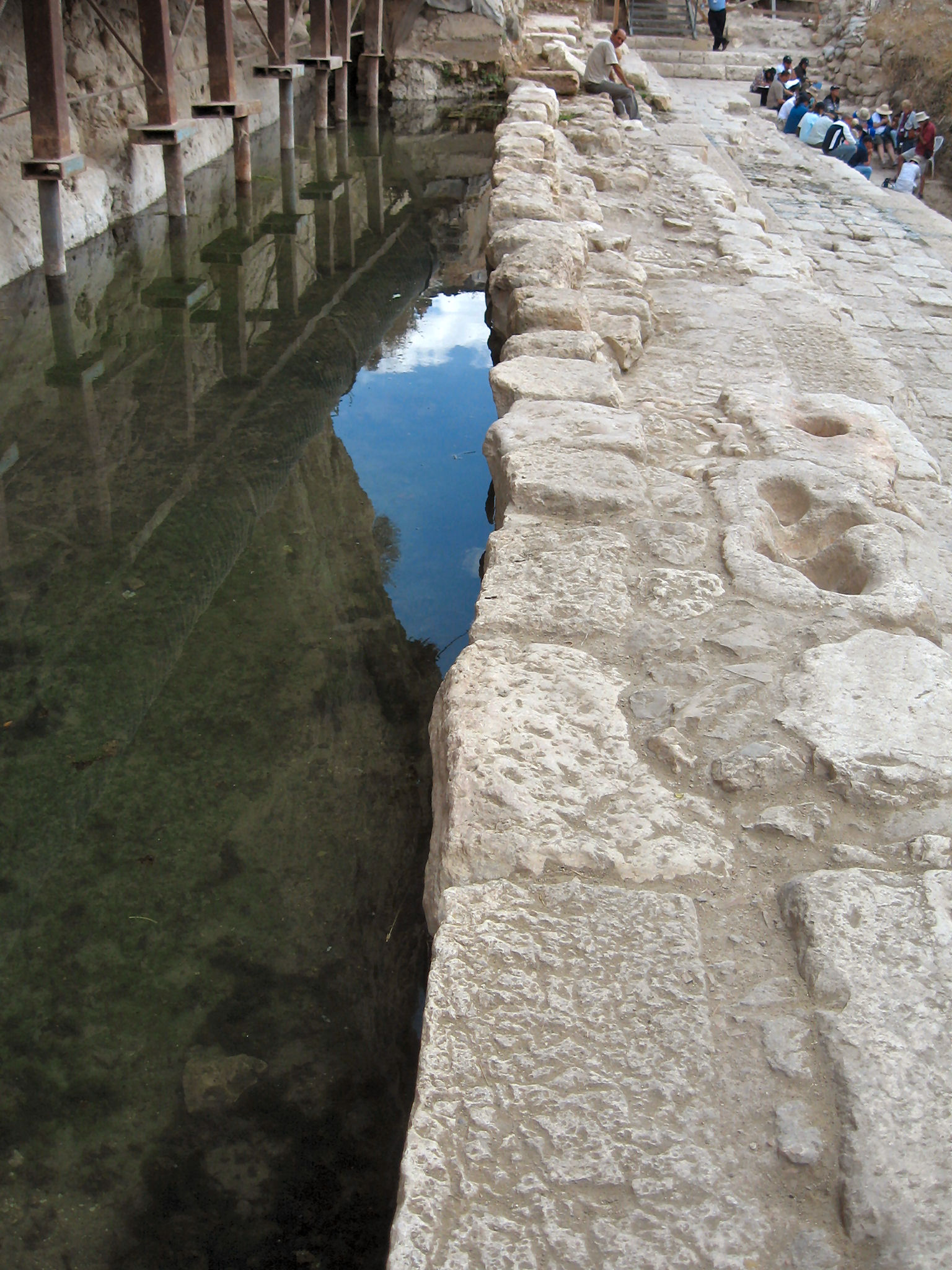
Сілоамська купіль у «місті Давида» (археологічний комплекс у Єрусалимі)
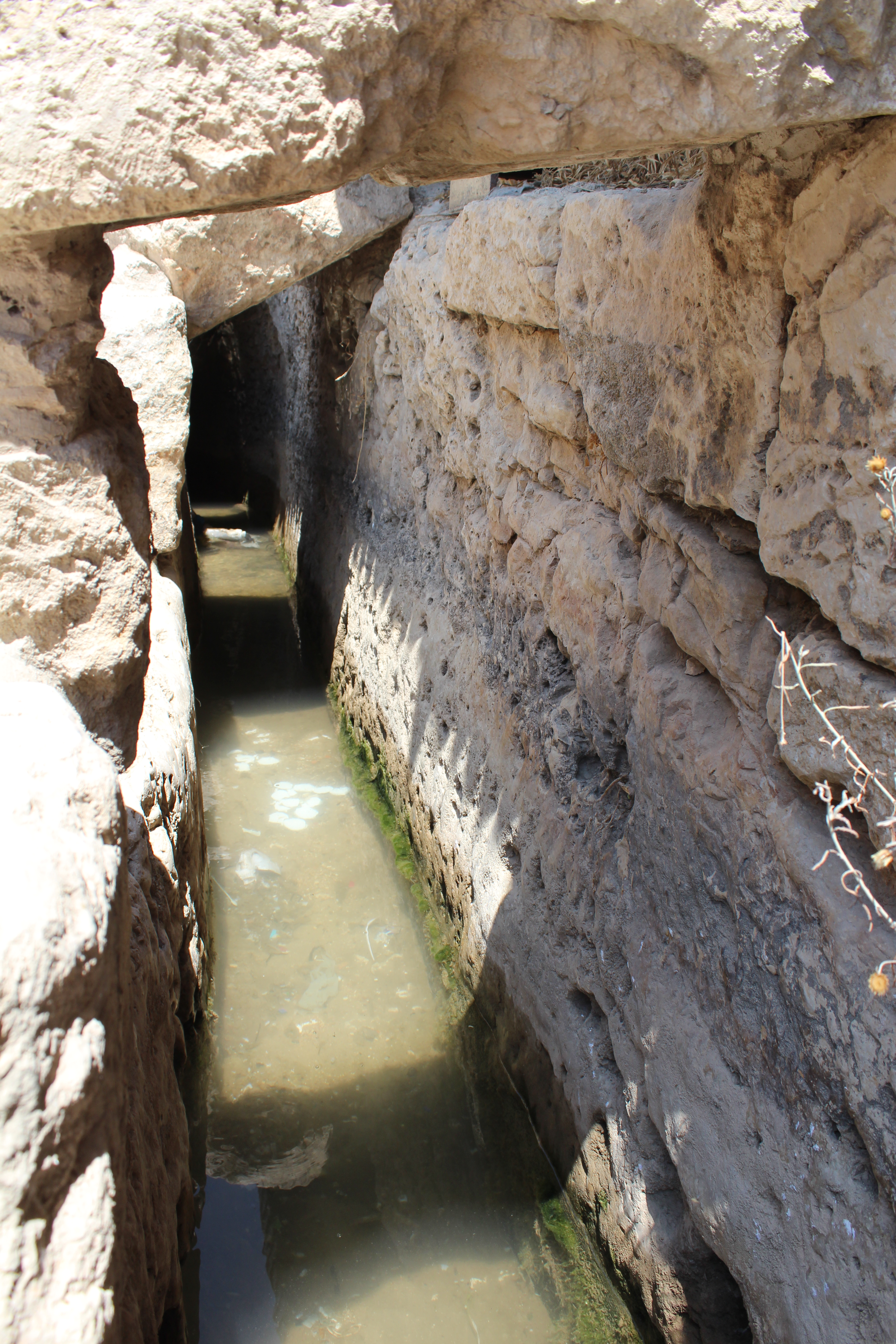
чистина Сілоаму у «місті Давида» (Єрусалим)
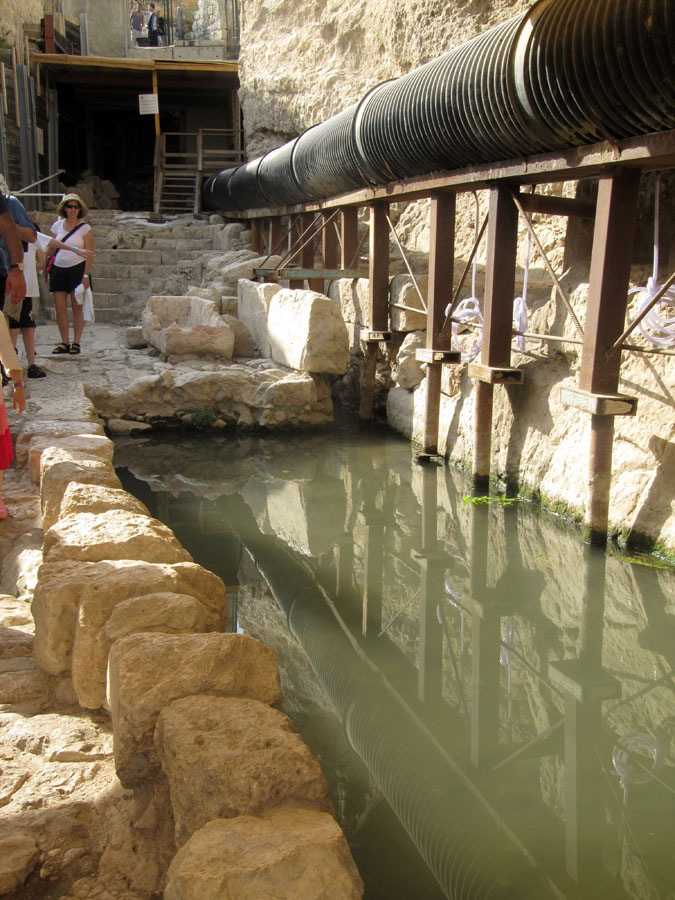
сучасний стан стародавнього Сілоаму
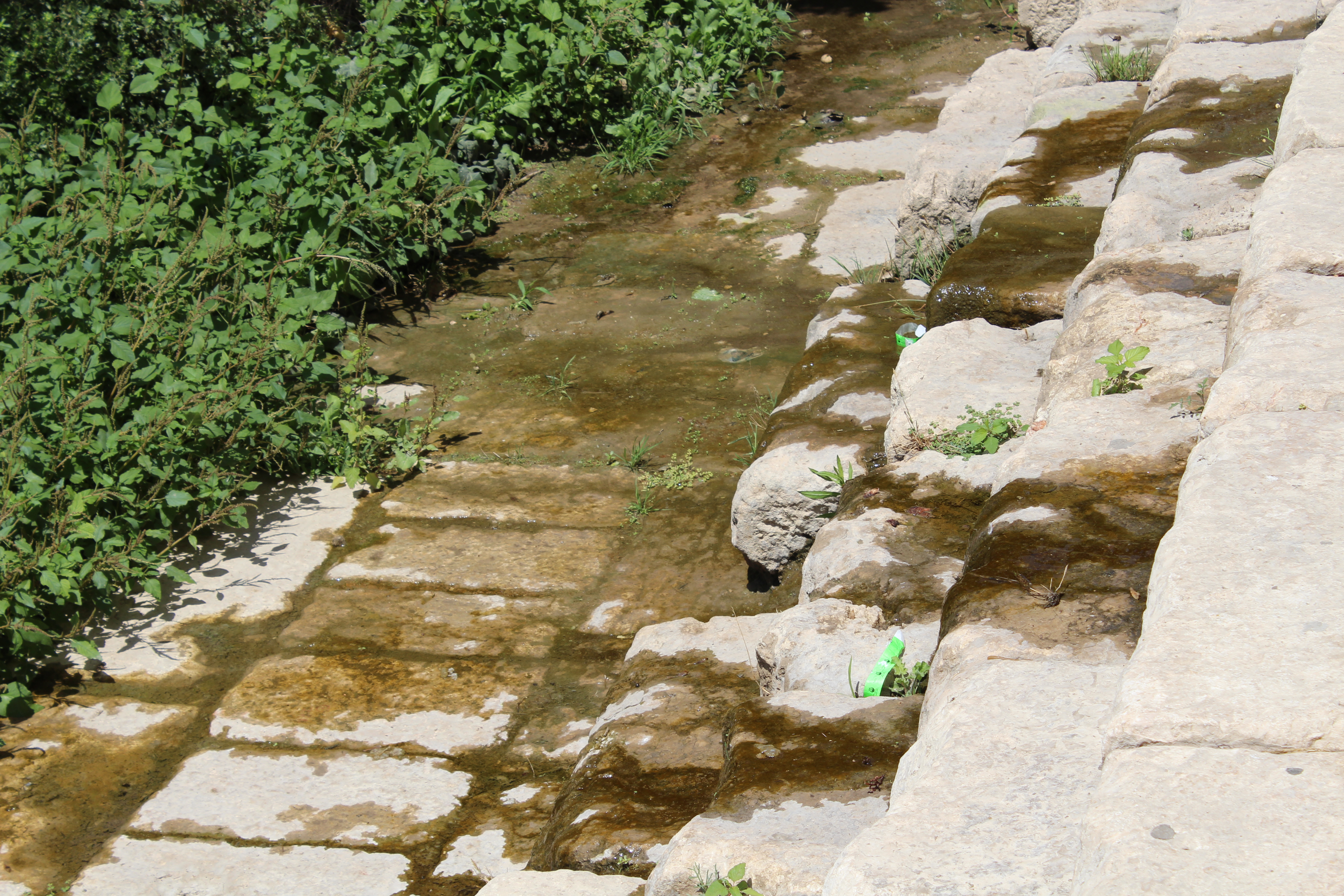
Джерельний витік зі старовинних сходинок Сілоаму (сучасний стан)
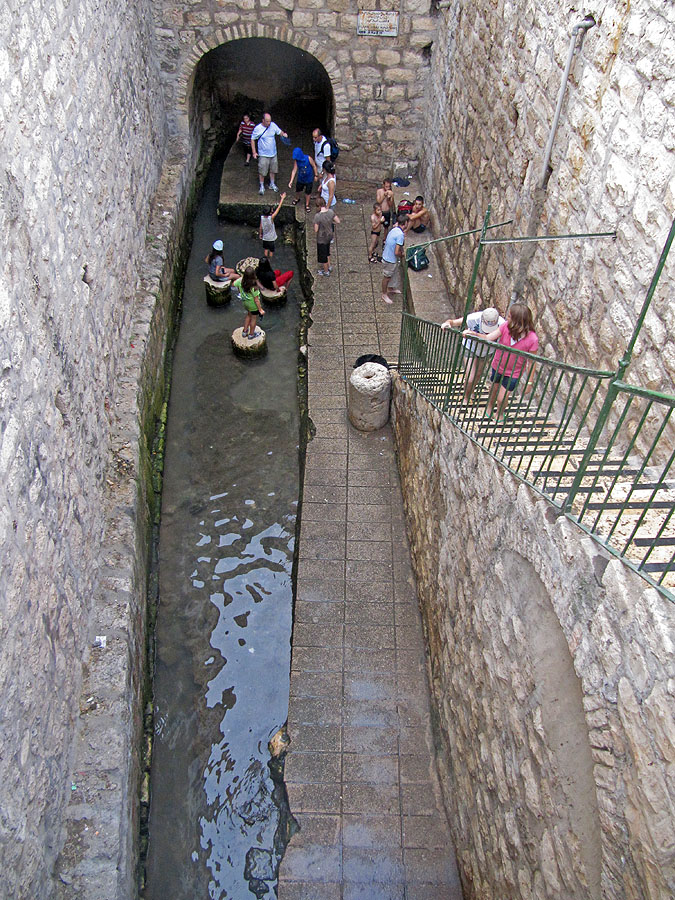
облаштування частини Сілоаму візантійського періоду (сучасний стан)
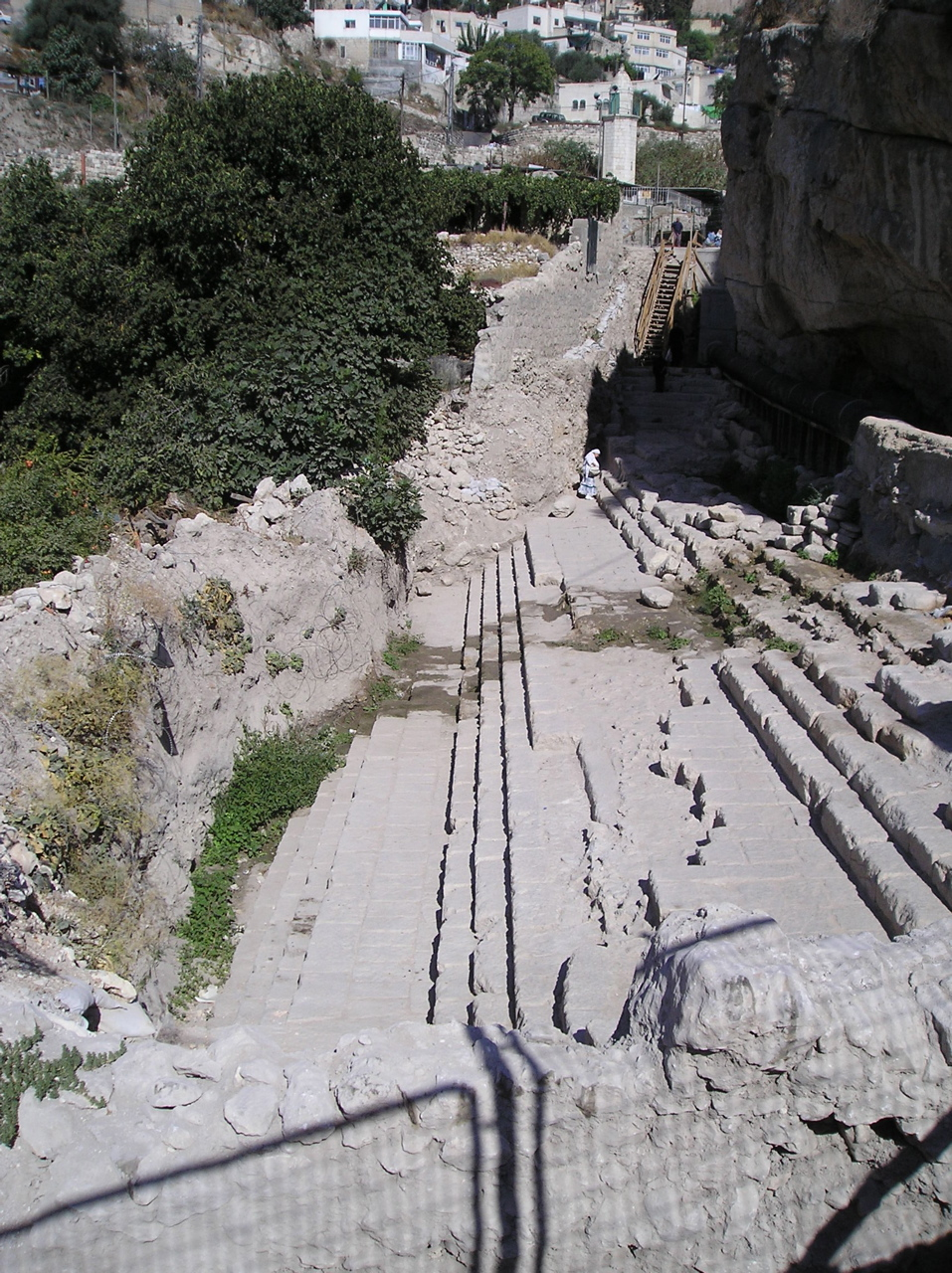
сучасний вид на частину Сілоаму у житловому районі міста періоду Другого Храму, відкрита у 2004 р.
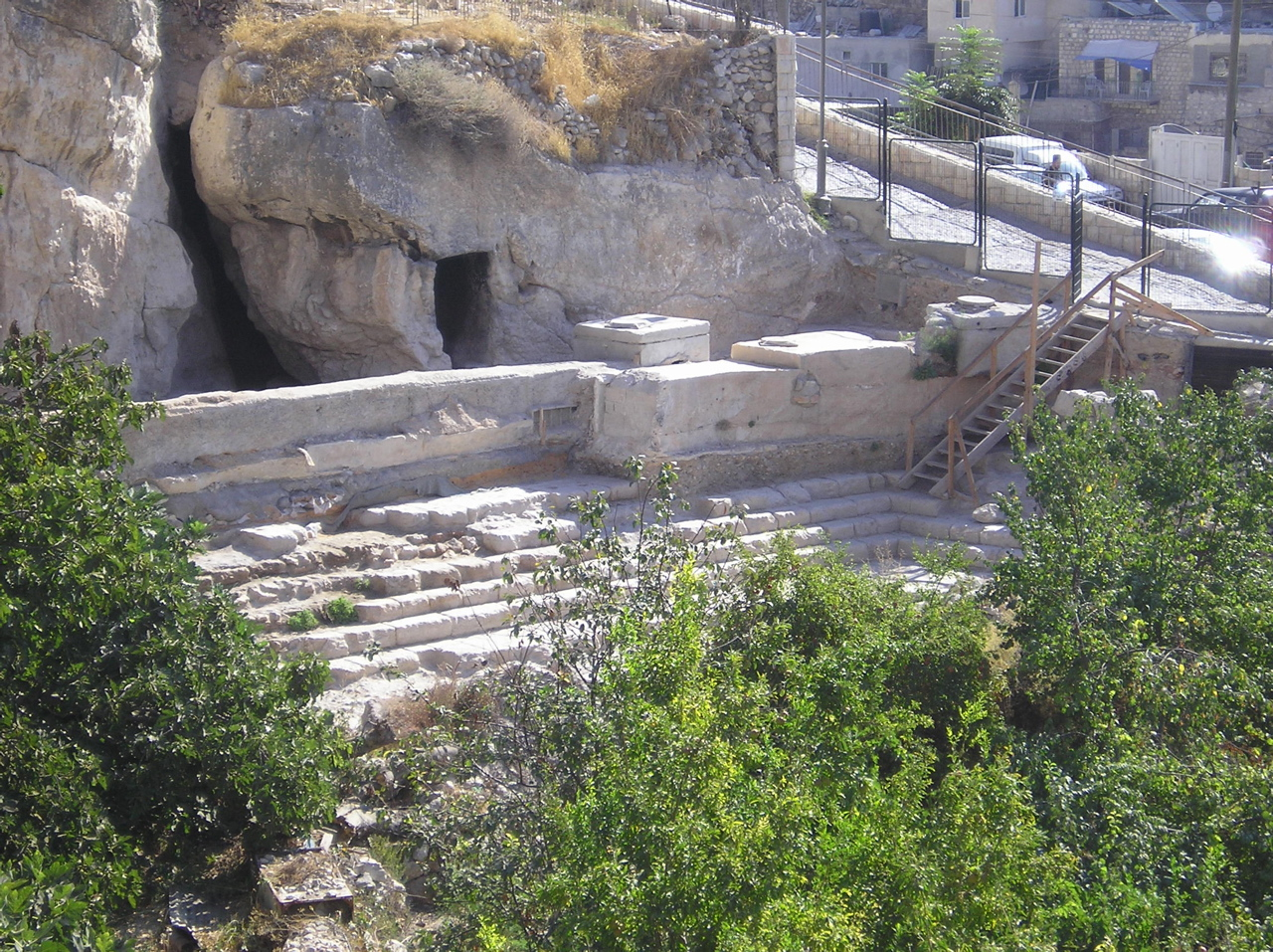
сучасний вигляд сходинок Сілоаму